# Melinda Czink
Melinda Czink [ˈmɛlindɒ ˈtsink] (* 22. Oktober 1982 in Budapest) ist eine ehemalige ungarische Tennisspielerin.

## Karriere
In ihrer Karriere gewann die Linkshänderin bislang einen Titel auf der WTA Tour, 2009 in Québec. Sie erreichte ein weiteres Finale (2005 in Canberra) und schaffte zweimal den Einzug in ein Halbfinale (2006 in Bangalore und 2009 in Fès). Außerdem stand sie elfmal im Viertelfinale eines WTA-Turniers.
Auf dem ITF Women’s Circuit konnte sie im Einzel bereits 20 und im Doppel zehn Turniersiege verbuchen.
Im September 2009 erreichte Czink mit Platz 37 ihre bislang höchste Position in der WTA-Weltrangliste. Nach ihrer mit Abstand erfolgreichsten Saison 2009 – mit der persönlichen Topplatzierung und dem ersten Titel auf der Tour – gab es allerdings einen Rücksetzer. 2011 ließ sie in Wimbledon mit dem Einzug in die dritte Runde wieder aufhorchen. Im Sommer 2012 kehrte sie vorübergehend in die Top 100 zurück; am Jahresende 2012 stand sie auf Platz 96.
Zwischen 2003 und 2006 bestritt sie mit ausgeglichener Bilanz 12 Partien für die ungarische Fed-Cup-Mannschaft.
Seit dem 3. November 2014 hat Melinda Czink kein Match mehr auf der Damentour bestritten. In den Weltranglisten wird sie nicht mehr geführt.

## Turniersiege

### Einzel
| Nr. | Datum              | Turnier | Kategorie     | Belag             | Finalgegnerin  | Ergebnis      |
| --- | ------------------ | ------- | ------------- | ----------------- | -------------- | ------------- |
| 1   | 20. September 2009 | Québec  | International | Hartplatz (Halle) | Lucie Šafářová | 4:6, 6:3, 7:5 |